# Nigerias riksvapen
Nigerias riksvapen infördes 1960. Det svarta fältet symboliserar landets bördiga jord, som bevattnas av floderna Niger och Benue representerade av gaffelkorset (den Y-formade vita (egentligen silverne) figuren i mitten). De andra symbolerna i statsvapnet – de sköldbärande hästarna och örnen – symboliserar värdighet och kraft.
Valspråket "Unity and Faith, Peace and Progress" betyder "enighet och trohet, fred och framsteg".